# 13개 식민지
13개 식민지(영어: Thirteen Colonies)는 북아메리카에 있던 대영 제국의 옛 식민지이다. 1776년 독립 선언을 하고 미국을 설립했다.

## 개요
대영제국은 1607년에 버지니아 식민지를 시작으로, 1732년에 조지아 식민지에 이르는 북아메리카 대륙 동해안에 13개의 식민지를 조성하였다. 프랑스 북미 식민지와 비교하면 요맨(자영민)로 가족 단위 식민지 정착이 일반적이며, 따라서 인구도 많았고, 그들은 농지 확보를 지향하고 있었기 때문에, 원주민인 인디언과 필연적으로 충돌할 수 밖에 없었다. 영국 국왕(the King of England)의 칙허장에 의한 자주적인 운영을 하고 정치적 자유가 인정되었고, 그 느슨한 지배는 ‘유익한 태만’이라고 불리고 있었다.
13개 식민지의 경제적 특징은 북부와 남부는 크게 성격이 달랐고, 중부는 중간적인 특색을 가지고 있었다. 플리머스 식민지와 매사추세츠만 식민지 등을 중심으로 한 뉴잉글랜드 식민지(북부 식민지)는 청교도가 많았으며, 자주 독립의 기풍이 강했다. 이 지역에서는 서민의 입법 기관인 타운 미팅 제도(town meeting)가 발달했다. 풍부한 수력과 목재를 이용한 산업이 발달하고 산업 자본가와 노동자의 형성도 볼 수 있었다. 대규모 농업 경영은 발전하지 않았다.
버지니아 식민지와 사우스 캐롤라이나 식민지 등 남부 식민지에서 ‘플랜테이션’이라고 불리는 대규모 농업 경영이 이뤄졌다. 그곳은 원래 백인 계약농을 이용하고 있었지만, 노동력 부족으로 아프리카 대륙에서 흑인을 노예로 수입하게 되었다. 재배자의 대부분은 보수적이며, 가톨릭의 세력이 많았다. 거기에서는 본국의 의회 제도를 본뜬 〈카운티 제도〉가 채택되는 경우가 많았다.
뉴욕, 펜실베이니아 등 중부는 밀을 중심으로 농산물 수출이 성행했지만, 노예제 플랜테이션이 발달하지 않았고, 농업과 상업을 중심으로 발달했다.
식민지 인구는 18세기 들어 급증했다. 다음은 1700년과 1780년의 각 식민지의 인구를 나타낸다.
| No | 식민지명         | 1700년 | 1700년 | 1780년 | 1780년 | 구분       | 연혁                                                                          |
| No | 식민지명         | 백인   | 흑인   | 백인   | 흑인   | 구분       | 연혁                                                                          |
| -- | ---------------- | ------ | ------ | ------ | ------ | ---------- | ----------------------------------------------------------------------------- |
| 1  | 뉴햄프셔         | 5      | 0      | 87     | 0.5    | 자치식민지 | 1679년, 매사추세츠만 식민지에서 분리                                          |
| 2  | 매사추세츠       | 55     | 1      | 312    | 5      | 영주식민지 | 1629년, 매사추세츠만 회사에서 설립 1691년, 플리머스 식민지(1620년설립)를 합병 |
| 3  | 로드아일랜드     | 5.5    | 0.5    | 50     | 3      | 자치식민지 | 1636년, 로저 윌리엄스에 의해 설립                                             |
| 4  | 코네티컷         | 25.5   | 0.5    | 202    | 6      | 자치식민지 | 1636년, 토마스 후커에 의해 설립                                               |
| 5  | 뉴욕             | 17     | 2      | 237    | 21     | 영주식민지 | 1664년, 요크 공(제임스 2세)에 의해 설립                                       |
| 6  | 뉴저지           | 13     | 1      | 129    | 10     | 영주식민지 | 1664년, 존 버클리, 조지 카트렛에 의해 설립                                    |
| 7  | 펜실베이니아     | 17.5   | 0.5    | 319    | 8      | 영주식민지 | 1681년, 윌리엄 펜（퀘이커)에 의해 설립                                        |
| 8  | 델라웨어         | 2      | 0      | 42     | 3      | 영주식민지 | 1703년, 펜실베이니아 식민지에서 분리                                          |
| 9  | 메릴랜드         | 27     | 3      | 165    | 81     | 영주식민지 | 1634년, 볼티모어 경이 설립                                                    |
| 10 | 버지니아         | 41.5   | 16.5   | 355    | 228    | 자치식민지 | 1607년, 버지니아 회사에서 설립                                                |
| 11 | 노스캐롤라이나   | 10.5   | 0.5    | 188    | 93     | 영주식민지 | 1663년, 클라렌 경 등 8명의 귀족들이 설립 1729년, 남북으로 분리                |
| 12 | 사우스캐롤라이나 | 3.5    | 2.5    | 83     | 97     | 영주식민지 | 1663년, 클라렌 경 등 8명의 귀족들이 설립 1729년, 남북으로 분리                |
| 13 | 조지아           | －     | －     | 35     | 21     | 영주식민지 | 1733년, 제임스 오글소프가 설립                                                |
| 계 | 13식민지         | 223    | 21     | 2,205  | 575    |            |                                                                               |

* 인구는 1,000명 단위.

## 13개 식민지
13개 식민지의 목록은 북에서 남으로 다음 순서이다.
- 뉴잉글랜드
  - 뉴햄프셔 식민지 - 지금의 뉴햄프셔
  - 매사추세츠 만 식민지 - 지금의 매사추세츠와 메인
  - 로드아일랜드 프로비던스 플랜테이션 식민지 - 지금의 로드아일랜드
  - 코네티컷 식민지 - 지금의 코네티컷주
- 중부 식민지
  - 뉴욕 식민지 - 지금의 뉴욕주와 버몬트주
  - 뉴저지 식민지 - 지금의 뉴저지주
  - 펜실베이니아 식민지 - 지금의 펜실베이니아주
  - 델라웨어 식민지 - 지금의 델라웨어주
- 남부 식민지
  - 메릴랜드 식민지 - 지금의 메릴랜드주
  - 버지니아 식민지 - 지금의 버지니아주, 켄터키주, 웨스트버지니아주
  - 노스 캐롤라이나 식민지 - 지금의 노스캐롤라이나주와 테네시주
  - 사우스 캐롤라이나 식민지 - 지금의 사우스캐롤라이나주
  - 조지아 식민지 - 지금의 조지아주

## 독립 전쟁
“유익한 태만”이라고 했던 식민지 지배가 전환기를 맞이한 것은 ‘프렌치 인디언 전쟁’(1755년 - 1763년)이었다. 이 전쟁에서 승리한 영국은 〈1763년 선언〉을 통해 애팔래치아산맥을 넘어 미국인의 진출을 규제했다. 이것이 ‘영국인’으로 전쟁에 협력한 식민지 개척민들의 분노를 사게되었다. 영국은 전비 지출의 증대로 인한 재정난에 빠졌으며, 지금까지의 느슨한 식민지 지배로부터 엄격한 산업통제로 돌아서 《설탕법》(1764년), 《인지세법》(1765년) 등 ‘참을 수 없는 법’(Intolerable Acts)을 시행하여 13개 식민지에 대한 과세를 강화했다. 이에 대해 영국 의회에 진출한 대표가 없는 식민지 의회는 ‘무대표 무과세’이라고 주창하고 저항하며, 일련의 세법 폐지를 주장했다. 그러나 영국 의회는 1773년에 동인도 회사에 차 거래를 독점하는 《차법》을 제정했기 때문에 식민지의 불만이 정점에 달했다. 인디언으로 분장한 식민지 사람들이 보스턴에 입항한 영국 배를 급습하여 차를 바다에 버린 〈보스턴 차 사건〉이 일어났다. 영국은 보스턴 항구를 폐쇄하는 등 강경하게 이 문제를 해결했기 때문에, 1774년 13 개 식민지 대륙회의를 개최하게 된다. 1775년, 마침내 양측은 ‘렉싱턴 콩코드 전투’에서 무력 충돌을 하게 되었고, 식민지 군은 조지 워싱턴을 총사령관으로 선임하고, 미국 독립 전쟁에 돌입했다.

## 같이 보기
- 미국의 식민지 시대
- 미국의 역사 (1776년~1789년)